# Bloco (armazenamento de dados)
Em  computação (especificamente em transmissão de dados e armazenamento de dados), um bloco, algumas vezes chamado de registro físico, é uma sequência de bytes ou bits, normalmente contendo algum número completo de registros, que possui um tamanho máximo, chamado de tamanho de bloco. Aos dados estruturados desta forma diz-se que estão blocados. O processo de colocar dados em blocos é denominado blocagem, enquanto que a desblocagem é o processo de extração de dados dos blocos. Dados blocados normalmente são armazenados em um buffer de dados e lidos ou escritos um bloco inteiro de cada vez. A blocagem reduz a sobrecarga e acelera a manipulação de fluxos de dados. Para alguns dispositivos, como fitas magnéticas e dispositivos de disco CKD, a blocagem reduz a quantidade de armazenamento externo necessário para os dados, ademais ela é quase que universalmente empregada quando se armazena dados em fitas magnéticas de 9 trilhas, memória flash NAND e mídias rotativas, como disquetes, HDs e discos ópticos.
A maioria dos sistema de arquivos são baseados em um dispositivo de bloco, que é um nível de abstração para o hardware responsável por armazenar e recuperar blocos de dados especificados, apesar do tamanho do bloco em sistemas de arquivos poder ser um múltiplo do tamanho do bloco físico. Isso leva à ineficiência do espaço devido à fragmentação interna, uma vez que os comprimentos dos arquivos geralmente não são múltiplos inteiros do tamanho de bloco e, portanto, o último bloco de um arquivo pode permanecer parcialmente vazio. Isso criará espaço de folga. Alguns sistemas de arquivos mais recentes, como o Btrfs e o UFS2 do FreeBSD, tentam resolver isso através de técnicas chamadas de subalocação de blocos e mesclagem de fim. Outros sistemas de arquivos, como o ZFS, suportam tamanhos de blocos variáveis.
O armazenamento de blocos é normalmente abstraído por um sistema de arquivos ou um sistema de gerenciamento de banco de dados (SGBD) para uso por aplicativos e usuários finais. Os volumes físicos ou lógicos acessados por meio de E/S de bloco podem ser dispositivos internos de um servidor, conectados diretamente via SCSI ou Fibre Channel, ou dispositivos remotos acessados por meio de uma storage area network (SAN) usando protocolos como iSCSI ou AoE. Sistemas de gerenciamento de banco de dados frequentemente usam seus próprios E/S de bloco para melhorar o desempenho e a capacidade de recuperação, em comparação com o SGBD no topo de um sistema de arquivos.